# پایگاه آب‌نشین تناکی
پایگاه آب‌نشین تناکی (به انگلیسی: Tenakee Seaplane Base) یک فرودگاه همگانی بهره‌برداری هوایی با کد یاتا TKE است که یک باند فرود آب دارد و طول باند آن ۳۰۴۸ متر است. این فرودگاه در کشور ایالات متحده آمریکا قرار دارد و در ارتفاع ۰ متری از سطح دریا واقع شده‌است.

## شرکت‌های هواپیمایی و مقصدهای پروازی
موارد زیر شرکت هواپیمایی خدمات مسافری برنامه ریزی شده را ارائه می دهد:
| شرکت‌های هواپیمایی            | مقصدهای پروازی |
| ---------------------------- | -------------- |
| خدمات هواپیمای دریایی آلاسکا | جونو           |

### Statistics
| Carrier | Passengers (arriving and departing) |
| ------- | ----------------------------------- |
| Alaska  | ۱,۳۸۰(100%)                         |

| Rank | City          | Airport name & IATA code | Passengers | Passengers |
| Rank | City          | Airport name & IATA code | 2013       | 2012       |
| ---- | ------------- | ------------------------ | ---------- | ---------- |
| 1    | جونو، آلاسکا  | جونو                     | 70         | 60         |
| 2    | آنگون، آلاسکا | پایگاه آب‌نشین انگون      | 60         | 10         |